# Василина (фільм)
«Васили́на» (інша назва: «Бурлачка») — радянська художня драматична стрічка 1927 року, зфільмована режисером Фавстом Лопатинським на Одеській кіностудії (ВУФКУ). Фільм зберігся без 2-ї і 3-ї частин.

## Синопсис
За мотивами повісті Івана Нечуя-Левицького. Молодий господар, пан Ястржембський, бере собі в покоївки молоду наймичку Василину Поляник, яка йому сподобалася, незабаром дівчина стає ще й його коханкою. Василина завагітніла, але Ястржембський відмовився визнавати себе батьком і вирішив одружитися з дівчиною свого кола. Тим часом колишній наречений Василини, селянин Василь, ображений у своїх почуттях, підмовляє сільських хлопців зганьбити панську коханку. Приятель Василя обрізає Василині коси. Рятуючись від ганьби, дівчина втікає з села й довгий час ховається від людей. Народжена дитина гине. Фабричні працівники випадково знаходять збожеволілу від горя Василину й влаштовують її ткалею на фабрику, у неї з'являються подруги і надія на нове життя.

## Акторський склад
- Зинаїда Пигулович — Василина, молода селянка
- Олександр Романенко — Ястржембський, поміщик
- Армашова — Ядвіга, тітка поміщика
- М. Шевелєва — Юзефа
- Антон Клименко — Василь, молодий селянин
- Осип Мерлатті — економ Ястржембського
- О. Аппак — Одарка, мати Василини
- Бєлогорська — ключниця поміщика
- Наталія Чернишова — покоївка
- Марія Паршина — кухарка
- Б. Шелестов-Заузе — працівник контори
- Степан Васютинський — Мошницький, приятель Ястржембського
- І. Зорін — Хшановський, молодий поміщик
- Сандулевський — Крушинський, молодий поміщик

## Творча група
- Режисер — Фавст Лопатинський
- Сценарист — Михайло Яловий
- Оператор — Олександр Лаврик
- Художник — Василь Кричевський